# Cyborg (livro)
Cyborg é o título de um romance de ficção científica escrito por Martin Caidin, tendo sido publicado em 1972 e inspirado o seriado de televisão norte-americano O Homem de Seis Milhões de Dólares.

## Outras referências
Na década de 1990 Caidim escreu o livro Buck Rogers: A Life in the Future TSR, Inc. ISBN 0786901446, baseado no herói espacial Buck Rogers, nesta novela Rogers recebe implantes biônicos após 500 anos de animação suspensa, o livro possui referências diretas a Steve Austin.